# 邊班迭密省
邊班迭密省（高棉語： 發音：[kʰaet piəm ɓɑːn.tiəj.miəh]）是柬埔寨歷史上曾經存在的一個省，位於今日柬埔寨南部與越南南部邊境一帶。
此省實行雙頭政治，由高棉人及華人長官共同統治。有二個重要港口，一為班迭密，另一個為河仙。柬埔寨王委任的高棉族長官「屋牙·列謝塞泰」（ឧកញ៉ារាជាសេដ្ឋី，Okna Reachea Setthi）駐班迭密，統治高棉人；華人鄚氏駐河仙，統治華人及越南人。泰國史料將錯誤地將河仙稱為普泰瑪（泰語： 發音：[pʰut̚˦˥.tʰaj˧.maːt̚˥˩]，Phutthaimat）或班泰瑪（ 發音：[ban˧.tʰaːj˧.maːt̚˥˩]，Banthaimat），其統治者為「披耶·拉差社提」（ 發音：[pʰra˦˥.jaː˧ raː˧.t͡ɕʰaː˧ seːt̚˨˩.tʰiː˩˩˦]，Phraya Rachasethi），這是因為泰國人將河仙同班迭密混淆了。
河仙為中國明朝遺民鄚玖（原名莫敬玖）及其所率領的華僑開發。鄚玖大約在1681年左右被柬埔寨王授予「屋牙」爵位，派到這裡開發。他在召集華僑及越南流民，將這裡建設成一個繁華的貿易港。後來鄚玖擁兵自重，成為割據勢力。因柬埔寨弱小，為求自保，鄚玖同時向越南阮主臣服，阮主在鄚氏統治之地設置河僊鎮。至其子鄚天賜（莫士麟）在任之時，柬埔寨王派兵前來征討，被鄚天賜擊敗。自此鄚天賜不再臣服於柬埔寨。而高棉族長官的職務則在1771年暹羅入侵河僊的時候被廢除。
此省之地大部份屬於今日柬埔寨的貢布省，該省是高棉人、華人、越南人、馬來人多民族混居的省份，今日仍是柬埔寨華人最密集的省份之一。另有一部份屬於越南的堅江省、金甌省和後江省；同下柬埔寨的其他地區一樣，這裡長期被柬埔寨人視為失去的領土。

## 歷史
這一地區自古屬於柬埔寨。古代扶南王國時期，此地曾有一個港口班迭密（今屬柬埔寨）。班迭密（ 發音：[ɓɑːn.tiəj.miəh]）在高棉語中意思是「金色的堡壘」，因為當時這個堡壘用竹子建造。
另一個港口河仙由中国明朝遗民鄚玖建立。其高棉語名字「邊」（ពាម，Peam  發音：[piəm]），意思是「港口」或「河口」。「邊」被越南人稱為「恾坎」（Mán Khảm，មឿងខម），「恾」是越南人對高棉人的稱呼，「坎」是港口。
鄚玖，原名莫敬玖，是广东省雷州府海康县白沙乡东岭村人。他於明朝滅亡之後，因不滿清朝統治，逃亡到柬埔寨。他感到自己寄人籬下，一旦失勢，就難以安身立命。到了約17世紀末，鄚玖為了自保起見，便收買柬埔寨國王的寵姬倖臣，使之向國王說情，1681年，鄚玖獲得「屋牙」（ឧកញ៉ា）爵位，帶領華僑前去下柬埔寨沿海一帶開發。因恾坎之地相傳常有僊人出沒於河上，鄚玖就將此地的漢字名字命名為「河僊」。不過，這一地區實行雙頭政治制度，鄚玖統治華人及越南人，當地高棉人則繼續由駐紮在班迭密的高棉族長官「屋牙·列謝塞泰」（ឧកញ៉ារាជាសេដ្ឋី，Okna Reachea Setthi）統治。這個雙頭政治制度直到1771年暹羅入侵河僊之後才宣告終結。
當時正處於歷史上的「柬埔寨黑暗時期」，弱小的柬埔寨不斷受到兩個鄰國暹羅阿瑜陀耶王國和越南阮主的侵略。後來柬埔寨受到暹羅的侵略，河仙亦遭到入侵，鄚玖被俘虜。根據武世營《河仙鎮協鎮鄚氏家譜》的說法，暹羅王見其容貌，大喜而留之，將鄚玖安置在暹羅的沙沒沙空（萬歲山）。這次戰爭發生的時間不詳，根據學者戴可來和陳荊和的考證，可能發生在1679年左右，即暹羅那萊王在位期間。
此後，河僊之地由誰佔據不得而知，可能是暹羅軍隊，也可能是效忠於越南阮主的陳上川部隊。後來鄚玖獲釋，但因河僊城被佔據，只能暫時避居隆奇（又作隴棋，今柬埔寨白馬省）。
1700年左右，柬埔寨形勢大定之後，鄚玖重歸回到河僊城。謀士蘇公提出「高棉素性淺薄，長於狡詐，少忠厚，非久依之勢。不若南投大越，叩關稱臣，以結盤根之地。萬一有故，依為亟援之助。」蘇公認為柬埔寨不值得依靠，建議鄚玖向越南阮主稱臣，以求自保。於是鄚玖在1708年或1714年的時候，鄚玖親自前往富春（今越南順化），朝見阮主阮福淍。阮主以此地設置河僊鎮，授予鄚玖「河仙鎮總兵、玖玉侯」的名銜。自此，鄚氏政權同時也是阮主轄下的河僊鎮土司，但鄚氏仍向柬埔寨朝廷繳納一定的貢稅。
1735年，鄚玖病逝，其子鄚天賜（莫士麟）繼任。1739年春，河僊遭到高棉人的进攻。鄚天賜夫婦一同奮力抵抗，經過日夜奮擊，終於擊敗入侵的軍隊。經此一役，鄚氏政權正式脫離柬埔寨。但作為越南的河僊鎮，鄚氏政權依然保持著事實的獨立。有些中越漢文史料將其政權認定為「國」，以河僊國、港口國、本底國、昆大嗎等名稱稱之；另一些則認定其為越南阮主下轄的土司，如《清實錄》稱其統治者為河仙鎮目、河仙鎮土目或河仙鎮夷目。在1742年寫給日本江戶幕府的高棉文書信中，鄚天賜使用「柬埔寨國王」（ 發音：[riə.ˈciə kroŋ kɑːm.pu.ciə tʰɨp.ˈtəj]，Reachea Krong Kampucea Tiptei）的頭銜。1757年，鄚氏還介入了柬埔寨王位繼承糾紛中，將烏迭二世扶上柬埔寨王位。緬甸入侵暹羅之後，鄚天賜試圖將暹羅故王子扶上王位。1771年，暹羅王鄭昭入侵河僊並將其佔領，同時廢除了高棉族長官「屋牙·列謝塞泰」，任命陳聯統治該省。1773年，此省之地被暹羅歸還給鄚天賜。

## 所轄地域
鄚玖善於招倈外地人士，同時亦開拓附近土地，以供給外來移民居住。據史書記載，鄚玖招攬越南流民，讓他們移居富國（越南富國島）、隴棋（柬埔寨白馬省）、芹渤（柬埔寨貢布一帶）、淎㵅（柬埔寨西哈努克省雲壤（Ream））、瀝架（越南堅江省迪石市）、哥毛（越南金甌市）等地，成立「七村社」，以使這批移民安居樂業，從而亦擴張了其統治的範圍。

## 內政
此地地處湄公河三角洲，鄰近暹羅及越南舊阮的轄地，是印支南部各國的交匯處。鄚玖亦看準了這一點，於是便「招四方商旅」，吸引了「海外諸國，帆檣連絡而來。其近華（指越南人）、唐（指華僑）、獠、蠻，流民叢集，戶口稠密」，因而使河仙成為繁盛一時的港口。
鄚玖用贈與、頒發的方式，將土地及農具交給農民，並且未曾向人民強制賦役或徵收營業稅等稅項，以鼓勵農業。他還將當地的森林伐開，使荒地變成可耕地，並從河川引水灌溉農田，務求有豐足的收成。此外，為了增加財政收入，鄚玖還開設賭場，徵收博彩稅：「開賭博場，徵課，謂之花枝，遂徵買其稅。」。

## 軍事
據18世紀曾旅遊越南的法國人波微（Pierre Poivre）所說，鄚玖曾學習過西方的軍事防禦技巧，並加以運用：「他曾旅行菲律賓及巴達維亞（Batavia），從歐洲人學習最佳的施政方策及自強自衛之方法、無幾，商業上之利潤容許他築起堡壘，鑿掘城濠並裝備炮隊。」鄚玖盡力地加強軍事設施，務求使河仙擁有基本的自衛能力。不過，他並沒有提及鄚玖從甚麼時候開始增設這些設施。

## 河仙的历任屋牙
| 姓名   | 高棉文 | 越南文       | 在任            |
| ------ | ------ | ------------ | --------------- |
| 鄚玖   | ឧកញ៉ាម៉ាកគូ | Mạc Cửu      | 約1681年—1735年 |
| 鄚天赐 | ម៉ាក់តុង   | Mạc Thiên Tứ | 1735—1739年     |